# Selección femenina de rugby 7 de Argentina
La selección femenina de rugby 7 de Argentina, llamada Las Yaguaretés, es el equipo representativo de Argentina en la modalidad de rugby 7 femenino. Está regulada por la Unión Argentina de Rugby compitiendo por torneos organizados por la World Rugby como la Serie Mundial Femenina de Rugby 7.
A nivel regional es una de las selecciones más fuertes de Sudamérica Rugby, detrás de Brasil. 

## El nombre
El equipo adoptó el nombre "las Yaguaretés", retomando el significado histórico de la imagen elegida como símbolo de la selección argentina de rugby, y colocada como emblema en las camisetas de la selección argentina de rugby, la del jaguar americano, el jaguareté, que fuera internacionalmente confundido con un puma.

## Historia
Su debut en competiciones oficiales ocurrió en el Seven Sudamericano Femenino 2004 disputado en Barquisimeto, Venezuela obteniendo el cuarto puesto.
Participó por primera vez en una competencia de World Rugby, en el Seven de Houston de 2013.
En los Juegos Panamericanos, terminaron cuartas en 2015, quintas en 2019 y no lograron clasificar en 2023. En el Seven Sudamericano Femenino, ha obtenido dos campeonatos en 2023 y 2024.
Clasificó al World Rugby Sevens Challenger Series Femenino (segunda división mundial) en 2022 finalizando en el octavo lugar y volvió a clasificar en 2024 (enero a junio).

## Palmarés
- Seven Sudamericano Femenino (3): 2023 II, 2024, 2025.

## Participación en copas

El jaguareté.

| - Serie Mundial 12-13: 15.º puesto (2 ptos) - Serie Mundial 13-14: 16.º puesto (1 pto) - Serie Mundial 14-15: no participó - Serie Mundial 15-16: no participó - Serie Mundial 16-17: 15.º puesto (1 pto) - Serie Mundial 17-18: no participó - Serie Mundial 18-19: no participó - Challenger Series 2022: 7° puesto - Challenger Series 2023: No participó - Challenger Series 2024: 2° puesto - Challenger Series 2025: 3° puesto - Seven de la República 2012: Campeón invicto - Seven de la República 2013: Campeón invicto - Seven de la República 2014: Campeón invicto - Toronto 2015: 4.º puesto - Lima 2019: 5.º puesto - Santiago 2023: no clasificó - Sao José dos Campos 2018: 3.º puesto - Santiago 2019: 2.º puesto | - Santiago 2014: 2.º puesto - Cochabamba 2018: 2.º puesto - Asunción 2022: 4.º puesto - Barquisimeto 2004: 4.º puesto - São Paulo 2005: 2.º puesto - Viña del Mar 2007: 4.º puesto - Punta del Este 2008: 2.º puesto - São José dos Campos 2009: 2.º puesto - Mar del Plata 2010: 4.º puesto - Bento Gonçalves 2011: 2.º puesto - Río de Janeiro 2012: 4.º puesto - Río de Janeiro 2013: 2.º puesto - Santa Fe 2015: 2.º puesto - Río de Janeiro 2016: 2.º puesto - Villa Carlos Paz 2017: 2.º puesto - Montevideo 2017: 2.º puesto - Montevideo 2018: 2.º puesto - Asunción 2019: 2.º puesto - Lima 2019: 3.º puesto - Montevideo 2019: 2.º puesto - Montevideo 2020: 5.º puesto - Montevideo 2021: 3.º puesto - Saquarema 2022: 3.º puesto - Montevideo 2023: 2.º puesto - Asunción 2023: Campeón - Lima 2024: Campeón - Lima 2025: Campeón |